# فرناندو رولدان
فرناندو رولدان (Fernando Roldán) (مواليد 15 أكتوبر 1921) هو لاعب كرة قدم. يلعب مع منتخب تشيلي لكرة القدم. سبق له أن لعب في كأس العالم لكرة القدم مع منتخب بلاده.

## وصلات خارجية
- فرناندو رولدان على موقع الاتحاد الدولي (مؤرشف)  (الإنجليزية)
- فرناندو رولدان على موقع قاعدة بيانات كرة القدم.إي يو (الإنجليزية)
- فرناندو رولدان على موقع ناشيونال فوتبول تيمز (الإنجليزية)
- فرناندو رولدان على موقع Soccerway.com (الإنجليزية)
- فرناندو رولدان على موقع عالم كرة القدم.نت (الإنجليزية)